# Morgane Coston
Morgane Coston (Bellevue-la-Montagne, 28 december 1990) is een Frans wielrenster die sinds 2025 uitkomt voor Roland. 

## Carrière
Ze tekende voor het UCI Women's Team Servetto-Piumate-Beltrami in 2019, maar koos in februari ervoor om te stoppen als gevolg van blessure. Ze keerde 18 maanden later terug in het wielrennen en tekende een contract bij Chambéry Cyclisme Compétition. In oktober 2020 werd bekend dat ze in 2021 zou terugkeren in het profpeloton, bij Macogep Tornatech Bordeaux. De jaren daarna reed ze voor Arkéa Pro Cycling Team en Cofidis Women Team. Sinds 2025 rijdt ze voor het Zwitserse Roland.

## Overwinningen
2021
Bergklassement Kreiz Breizh Elites

### Resultaten in voornaamste wedstrijden
| Jaar | Ronde van Italië | Ronde van Frankrijk | Ronde van Spanje |
| ---- | ---------------- | ------------------- | ---------------- |
| 2020 |                  |                     |                  |
| 2021 |                  |                     |                  |
| 2022 |                  | 45e                 |                  |
| 2023 |                  | 74e                 |                  |
| 2024 | 83e              |                     |                  |
| 2025 |                  | 46e                 |                  |

| Jaar | Amstel Gold Race | Luik-Bast.‑Luik | Grote Prijs van Chambéry | Waalse Pijl | Alpes Grésivaudan Classic |
| ---- | ---------------- | --------------- | ------------------------ | ----------- | ------------------------- |
| 2020 |                  |                 |                          |             |                           |
| 2021 |                  |                 | 11e                      |             |                           |
| 2022 |                  | 32e             |                          | 22e         | 5e                        |
| 2023 | 62e              | 52e             |                          | 69e         | ↑                         |
| 2024 | 111e             | 93e             |                          | opgave      | 11e                       |
| 2025 |                  | 85e             | 18e                      | opgave      | 14e                       |

### Resultaten in overige rondes
| Jaar | UAE Tour | Itzulia Women | Ronde van Burgos | Ronde van Zwitserland | Ronde van Romandië |
| ---- | -------- | ------------- | ---------------- | --------------------- | ------------------ |
| 2020 |          |               |                  |                       |                    |
| 2021 |          |               |                  | opgave                |                    |
| 2022 |          | 32e           |                  |                       |                    |
| 2023 |          |               | 19e              | opgave                |                    |
| 2024 | 26e      |               | 53e              |                       | opgave             |
| 2025 | 50e      | 68e           | opgave           |                       |                    |

## Ploegen
- 2019 –  Servetto-Piumate-Beltrami TSA (tot 27/02)
- 2020 –  Chambéry Cyclisme Compétition
- 2021 –  Macogep Tornatech Girondins de Bordeaux
- 2022 –  Arkéa Pro Cycling Team
- 2023 –  Cofidis Women Team
- 2024 –  Cofidis Women Team
- 2025 –  Roland Le Dévoluy[a]

Christofórou · Coston · Dronova-Balabolina · Giuliani · Griffin · Pirrone · Ruffilli · Rysz · Stiasny · Swinkels · Vettorello